# Walking My Baby Back Home
Walking My Baby Back Home is een Amerikaanse film uit 1953 van Lloyd Bacon met in de hoofdrollen Donald O'Connor en Janet Leigh. De Nederlandse titel (in de Vlaamse bioscopen) was De Kijkers van mijn Schat.
Het was de eerste filmmusical voor Universal Studios sinds Up in Central Park uit 1948 en het was een bescheiden succes in de bioscopen. De titelsong Walkin' My Baby Back Home stamt uit 1930, maar was in november 1952 opnieuw uitgebracht als single voor Johnnie Ray. Het liedje werd een hit en Universal veranderde de titel van de film van Nothing but the Blues in Walkin' My Baby Back Home om mee te kunnen liften op dit succes.

## Verhaal
Een bandje bestaande uit militairen met een zangeres, Chris Hall, en aangevoerd door Jigger Miller, speelt highbrow bebop voor de soldaten. Als de groep uit het leger wordt ontslagen besluiten ze opnieuw bijeen te komen in New York. Samen met een van zijn maatjes, Blimp, gaat Miller naar zijn moeder. Tijdens het diner, waarbij ook een aantal familieleden van Jigger aanzit, krijgt Blimp te horen dat Jigger 100.000 dollar uit de erfenis van zijn vader krijgt als hij zijn debuut als operazanger maakt. Wat de familie kennelijk niet weet is dat Jigger allang is gestopt met zangles voor de opera.
De volgende dag gaat Jigger op pad om een manager te vinden voor zijn band. Hij krijgt te horen dat hij niet commercieel genoeg is. Jigger zet echter door en wordt zijn eigen manager. Maar ook hij krijgt door dat het publiek hem niet goed genoeg vindt. Zijn muziek mist een speciaal en uniek geluid. Als hij na lang oefenen met zijn band nog altijd het geluid niet heeft gevonden, gaat Jigger met Blimp naar een minstrel show. Een van de sterren van de show is de voormalige zangeres van hun band, Chris Hall. Als ze haar in de kleedkamer opzoeken, blijkt dat de show voornamelijk draait op vrijkaartjes.
Chris biedt Jigger en Blimp een baantje aan bij de show. Ondanks de bijdrage van de twee, blijkt dat de show veel te ouderwets is en al snel gaat de boel failliet. Chris vindt een baantje in een platenwinkel en in de avonduren draait ze samen met Jigger en Blimp platen. Ze hopen op deze manier het unieke geluid te vinden waar Jigger naar op zoek is. Al snel groeit de liefde tussen Jigger en Chris en ze worden een stel. Samen met Blimp bezoeken ze een optreden van een van de oude bandleden van Jigger, Smiley Gordon. Gordon leidt een Dixielandorkest dat het publiek de hele nacht laat dansen. Voor Jigger is het plotseling duidelijk, zijn nieuwe geluid is een combinatie van dixieland en highbrow bebop, of wel 'symfonische Dixieland'. Nog dezelfde avond stellen ze hun big band samen. Jigger laat zijn familie weten dat hij met Chris gaat trouwen en dat hij geen opera meer zal zingen. Maar dan vertelt de familie dat er weinig over is van het familiefortuin en ze smeken Jigger om toch te debuteren in de opera.
De band die niets weet van de vreemde erfeniseisen van Jiggers vader, is verbijsterd als hij weer operazanglessen gaat nemen. De band dreigt uiteen te vallen, terwijl ondertussen Jigger er als operazanger niets van bakt.
Op de avond van zijn debuut komt de band langs om hem te vergeven en van pure vreugde verliest hij zijn stem. Blimp laat echter een langspeelplaat van een opera in de coulissen afspelen en Jigger doet net alsof hij zingt. Het bedrog komt echter uit als hij moet niezen. De band komt hem redden en speelt Jiggers nieuw arrangement. Aan het eind van het nummer krijgt Jigger en zijn band, een staande ovatie van een zaal gevuld met theateragenten.

## Rolverdeling
| Acteur            | Personage                |
| ----------------- | ------------------------ |
| Donald O'Connor   | Clarence "Jigger" Miller |
| Janet Leigh       | Chris Hall               |
| Buddy Hacket      | Blimp Edwards            |
| Lori Nelson       | Claire Millard           |
| Scatman Crothers  | Smiley Gordon            |
| Kathleen Lockhart | mrs. Millard             |
| George Cleveland  | Kolonel Don Wallace      |
| John Hubbard      | Rodney Millard           |
| Norman Abbott     | Doc                      |
| Phil Garris       | Hank                     |
| Walter Kingsford  | Oom Henry                |
| Sidney Miller     | Walter Thomas            |

## Achtergrond
In de jaren vijftig van de twintigste eeuw waren met name de filmmusicals van Metro-Goldwyn-Mayer (MGM) zeer succesvol. Mede dankzij acteur/danser Gene Kelly en producent Arthur Freed kwam de ene na de andere musical op het witte doek. Het waren kostbare producties, in kleur met grote sterren en prachtige muziek. Universal Studios wilde ook graag profiteren van het succes van MGM en kwam in 1953 met Walking My Baby Back Home. In tegenstelling tot bij MGM, moest de musical bij Universal op een koopje. Men gebruikte een aantal nummers waarover geen auteursrechten betaald moesten worden (zoals De Campton Races) en probeerde mee te liften op het succes van zanger Johnnie Ray die een jaar voor het uitkomen van de film een hit had met het liedje Walking My Baby Back Home.
Het scenario is ook weinig origineel en is losjes gebaseerd op de zoektocht van bandleider Glenn Miller naar een uniek geluid. Net doen of je zingt, terwijl ondertussen achter de coulissen een grammofoonplaat speelt, was al eerder gedaan in Singin' in the Rain, nota bene door Donald O'Connor zelf.
Recensenten vonden de film bij vlagen amusant, maar hadden veel kritiek op het verhaal dat vol plotgaten zit. Het publiek kon de film wel waarderen, maar een grote hit werd het niet.

## Columbo
Walking My Baby Back Home speelt een prominente rol in de aflevering Forgotten Lady van de Amerikaanse televisieserie Columbo. De aflevering komt uit het vijfde seizoen van de serie en werd uitgezonden op 14 september 1975. In de aflevering is een gastoptreden van Janet Leigh te zien als actrice Grace Wheeler, een ster uit de jaren vijftig die regelmatig haar oude films terugziet in de minibioscoop in haar huis. Ze gebruikt Walking My Baby Back Home zelfs als een alibi voor de moord die ze pleegt op haar man. Verschillende scènes uit de film zijn te zien in deze televisieaflevering.

## Muziek
De volgende liedjes en muziekstukken zijn in de film te horen:
- Largo al factotum uit de opera: "De Barbier van Sevilla" (Gioacchino Rossini)
- "Walkin' My Baby Back Home" (Fred E. Ahlert/ Roy Turk)
- "The Glow-Worm" (van: "Glühwürmchen") (Paul Lincke/ Heinrich Bolten-Baeckers/ Lilla Cayley Robinson/ Johnny Mercer)
- "Honeysuckle Rose" (Andy Razaf/Fats Waller)
- "Hop on the Bandwagon," (Arnold Hughes/ Frederick Herbert)
- "Down in the South" (Johnny Scott/ Frederick Herbert)
- "Hi-Lee, Hi-Lo" (Eugene West/ Ira Schuster)
- "South Rampart Street Parade" (Steve Allen/Ray Bauduc/Bob Haggart)
- "Muskrat Ramble," (Ray Gilbert/ Edward "Kid" Ory)
- "Man's Gotta Eat" (Scatman Crothers/F. E. Miller)
- "De Camptown Races" (Stephen Foster)
- "Leibestraum Jumps" (Componist onbekend)